# Specie di Bupleurum
Elenco delle specie di Bupleurum:

## A
- Bupleurum acutifolium Boiss.
- Bupleurum aeneum Boiss. & A.Huet

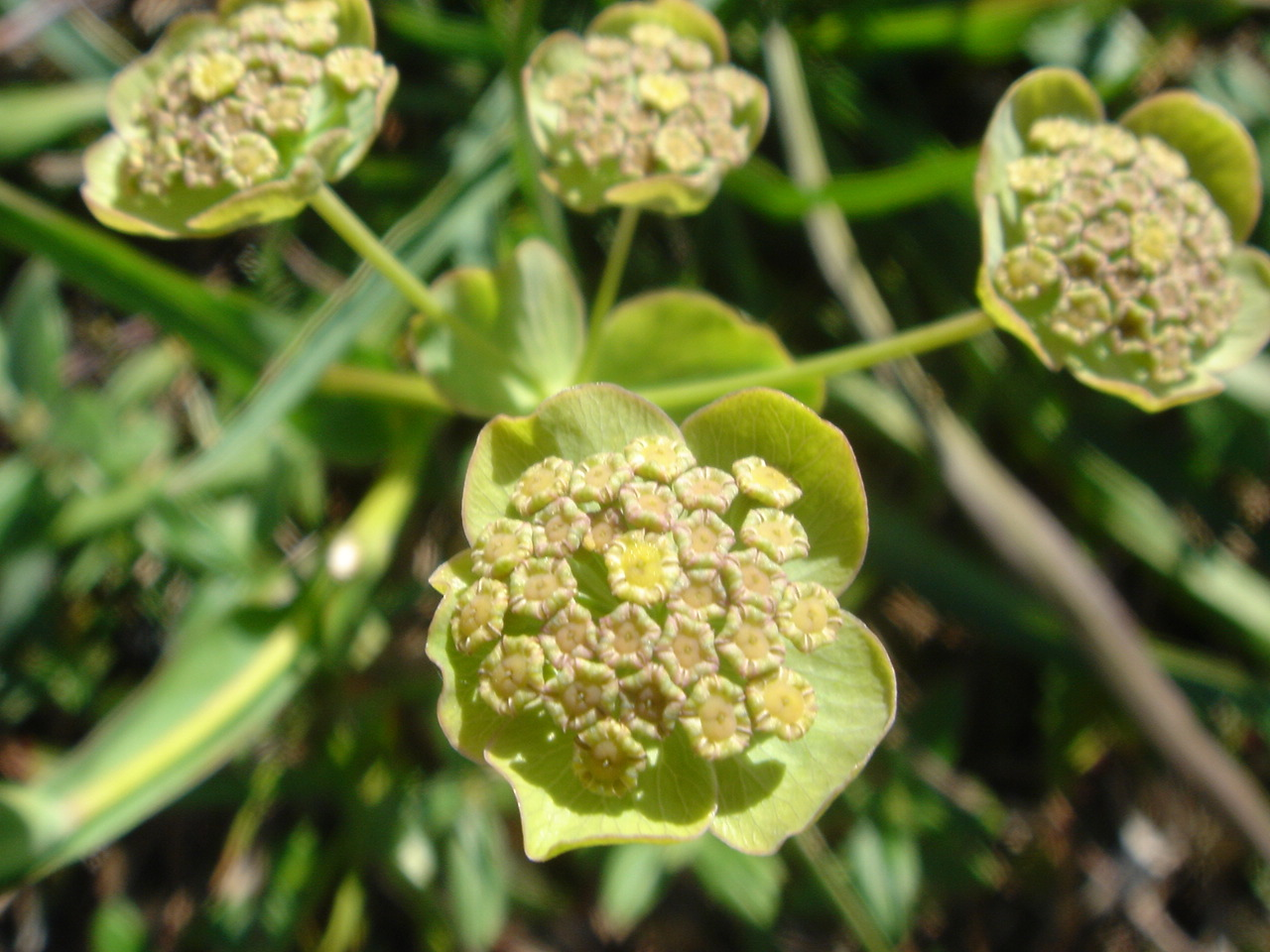
Bupleurum angulosum

- Bupleurum aequiradiatum (H.Wolff) Snogerup & B.Snogerup
- Bupleurum affine Sadler
- Bupleurum aira Snogerup
- Bupleurum aitchisonii (Boiss.) H.Wolff
- Bupleurum alatum R.H.Shan & M.L.Sheh
- Bupleurum album Maire
- Bupleurum aleppicum Boiss.
- Bupleurum alpigenum Jord. & Fourr.
- Bupleurum americanum J.M.Coult. & Rose
- Bupleurum anatolicum Hub.-Mor. & Reese
- Bupleurum andhricum M.P.Nayar & R.N.Banerjee
- Bupleurum angulosum L.
- Bupleurum angustissimum (Franch.) Kitag.
- Bupleurum antonii Maire
- Bupleurum apiculatum Friv.
- Bupleurum asperuloides Heldr.
- Bupleurum atargense Gorovoj
- Bupleurum atlanticum Murb.
- Bupleurum aureum Fisch. ex Hoffm.

## B
- Bupleurum badachschanicum Lincz.

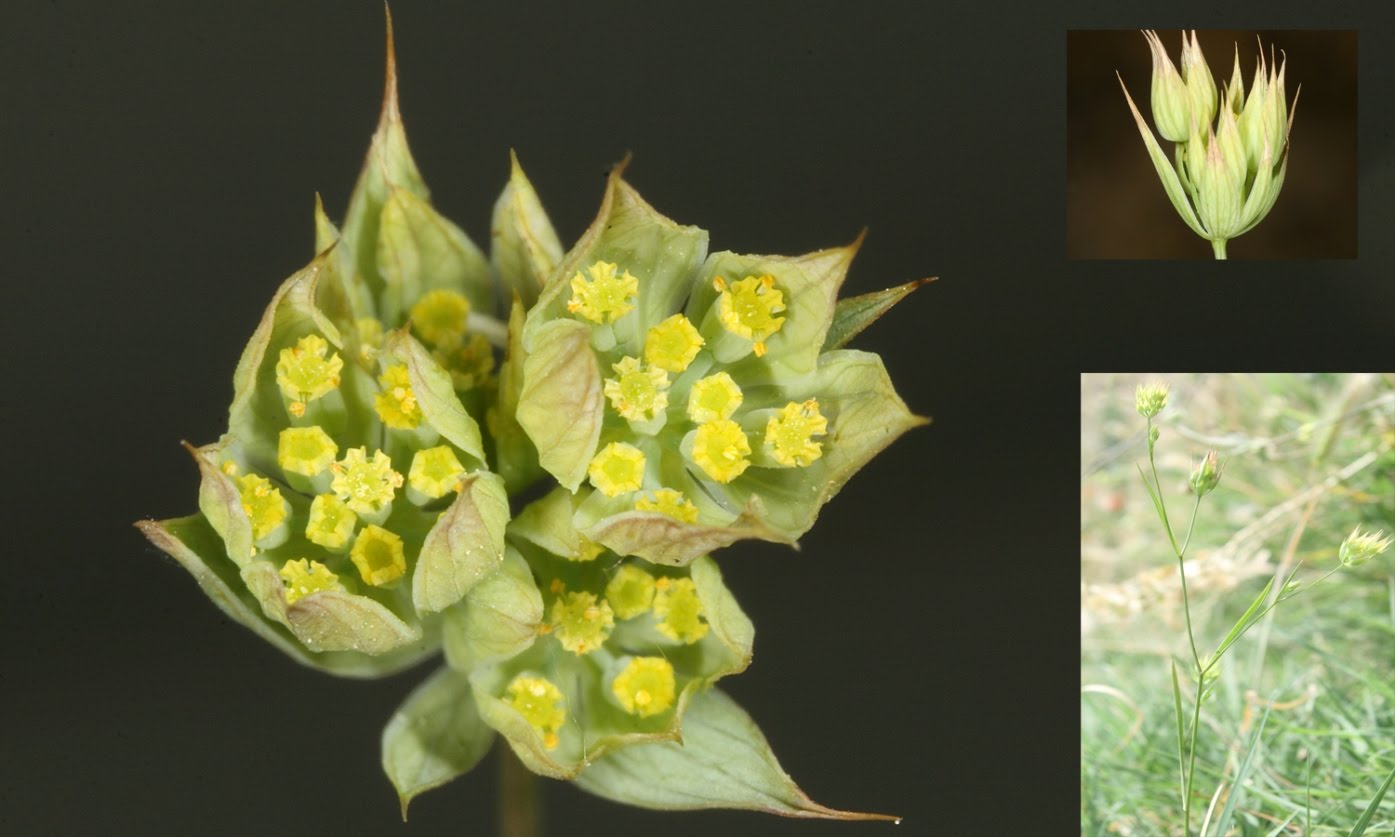
Bupleurum baldense

- Bupleurum baimaense X.G.Ma & X.J.He
- Bupleurum balansae Boiss. & Reut.
- Bupleurum baldense Turra
- Bupleurum barceloi Coss. ex Willk.
- Bupleurum benoistii Litard. & Maire
- Bupleurum bicaule  Helm
- Bupleurum boissieri Post
- Bupleurum boissieuanum H.Wolff
- Bupleurum bourgaei Boiss. & Reut.
- Bupleurum brachiatum K.Koch ex Boiss.
- Bupleurum brevicaule Schltdl.

## C
- Bupleurum canaliculatum Diels
- Bupleurum candollei Wall. ex DC.
- Bupleurum canescens Schousb.

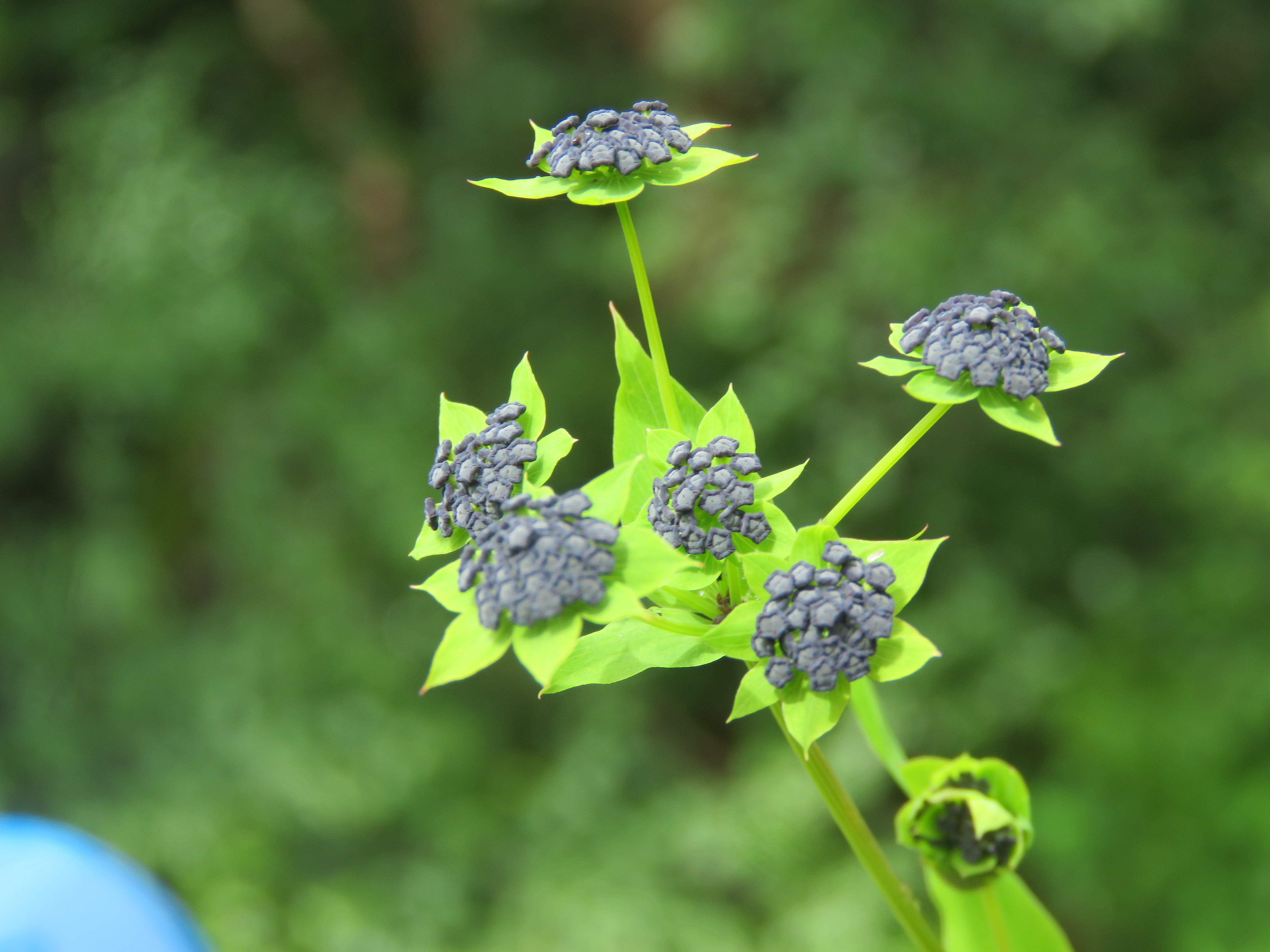
Bupleurum candollei

- Bupleurum capillare Boiss. & Heldr.
- Bupleurum cappadocicum Boiss.
- Bupleurum chaishoui R.H.Shan & M.L.Sheh
- Bupleurum chevalieri Cherm.
- Bupleurum chinense DC.
- Bupleurum citrinum Hochst.
- Bupleurum clarkeanum (H.Wolff) Nasir
- Bupleurum commelynoideum H.Boissieu
- Bupleurum commutatum Boiss. & Balansa
- Bupleurum condensatum R.H.Shan & Y.Li
- Bupleurum constancei Nazir
- Bupleurum contractum Korovin
- Bupleurum croceum Fenzl

## D

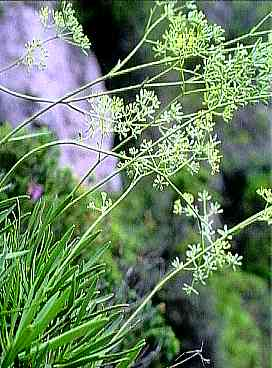
Bupleurum dianthifolium

- Bupleurum dalhousianum (C.B.Clarke) Koso-Pol.
- Bupleurum davisii Snogerup
- Bupleurum densiflorum Rupr.
- Bupleurum dianthifolium Guss.
- Bupleurum dichotomum Boiss.
- Bupleurum dielsianum H.Wolff
- Bupleurum distichophyllum Wight & Arn.
- Bupleurum dracaenoides Huan C.Wang, Z.R.He & H.Sun
- Bupleurum dumosum Coss. & Balansa

## E
- Bupleurum eginense (H.Wolff) Snogerup
- Bupleurum elatum Guss.
- Bupleurum erubescens Boiss.
- Bupleurum euboeum Beauverd & Topali
- Bupleurum euphorbioides Nakai
- Bupleurum exaltatum M.Bieb.

## F
- Bupleurum falcatum L.
- Bupleurum faurelii Maire
- Bupleurum ferganense Lincz.

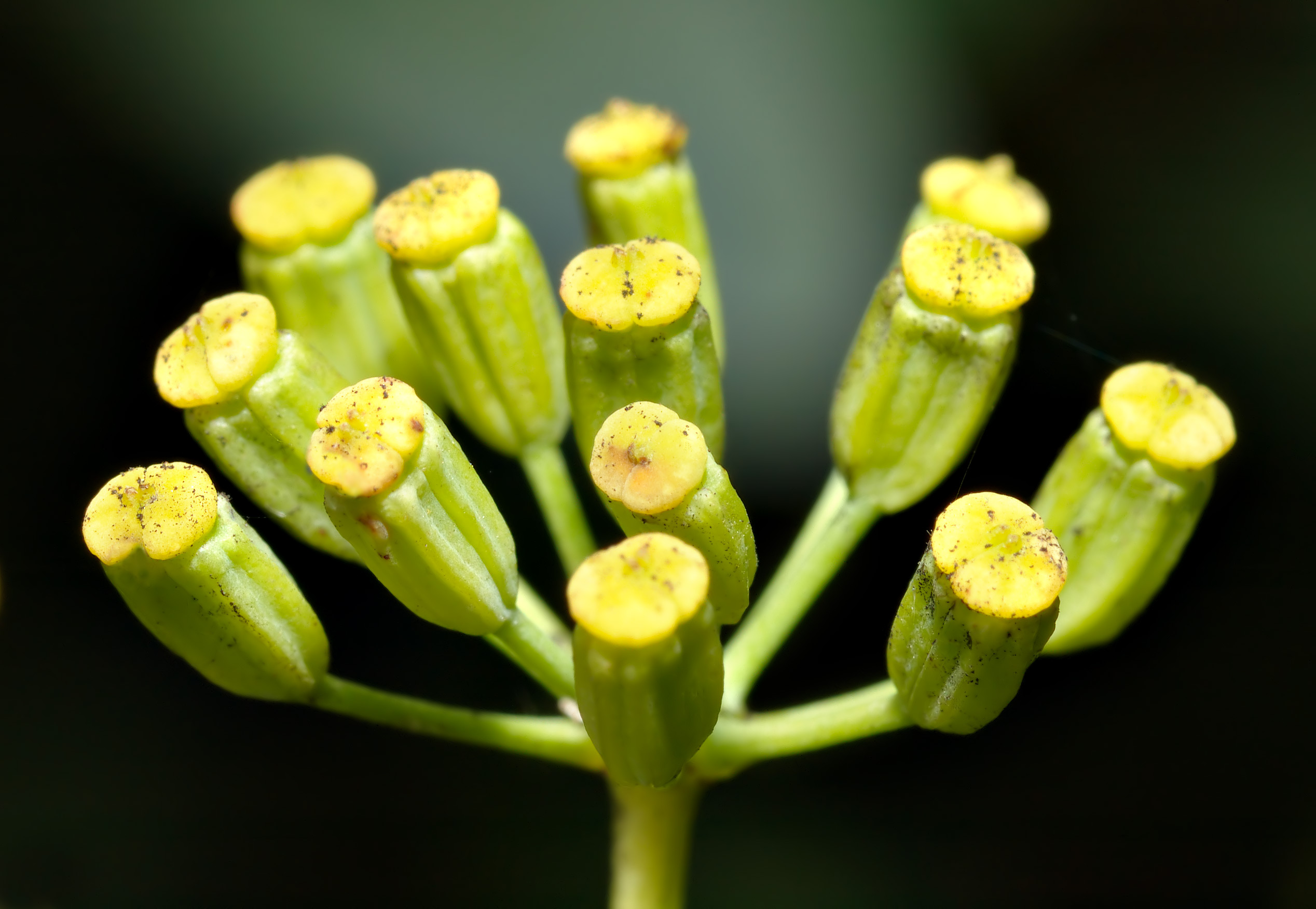
Bupleurum fruticosum

- Bupleurum flavicans Boiss. & Heldr.
- Bupleurum flavum Forssk.
- Bupleurum flexile Bornm. & Gauba
- Bupleurum foliosum Salzm. ex DC.
- Bupleurum freitagii Rech.f.
- Bupleurum fruticescens L.
- Bupleurum fruticosum L.

## G

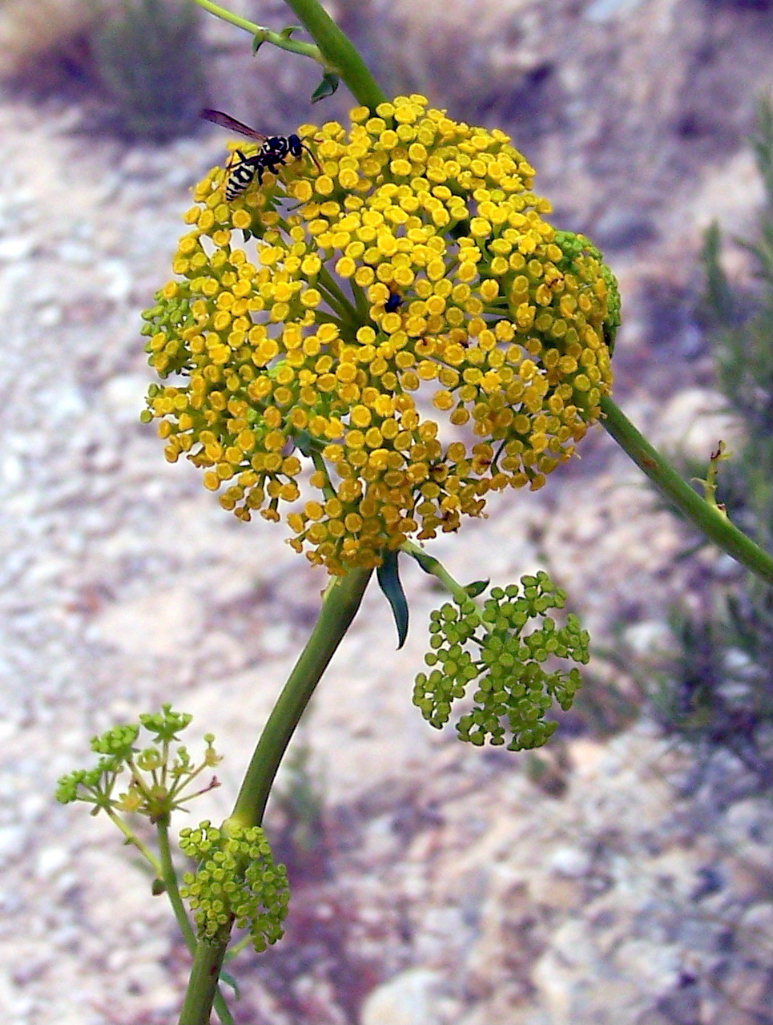
Bupleurum gibraltaricum

- Bupleurum gansuense S.L.Pan & P.S.Hsu
- Bupleurum gaudianum Snogerup
- Bupleurum gerardi All.
- Bupleurum ghahremanii Mozaff.
- Bupleurum gibraltaricum Lam.
- Bupleurum gilanicum Mozaff.
- Bupleurum gilesii H.Wolff
- Bupleurum glumaceum Sm.
- Bupleurum gracile d'Urv.
- Bupleurum gracilipes Diels
- Bupleurum gracillimum Klotzsch
- Bupleurum greuteri Snogerup
- Bupleurum gulczense O.Fedtsch. & B.Fedtsch.
- Bupleurum gussonei (Arcang.) Snogerup & B.Snogerup

## H
- Bupleurum hakgalense Klack.
- Bupleurum hamiltonii N.P.Balakr.

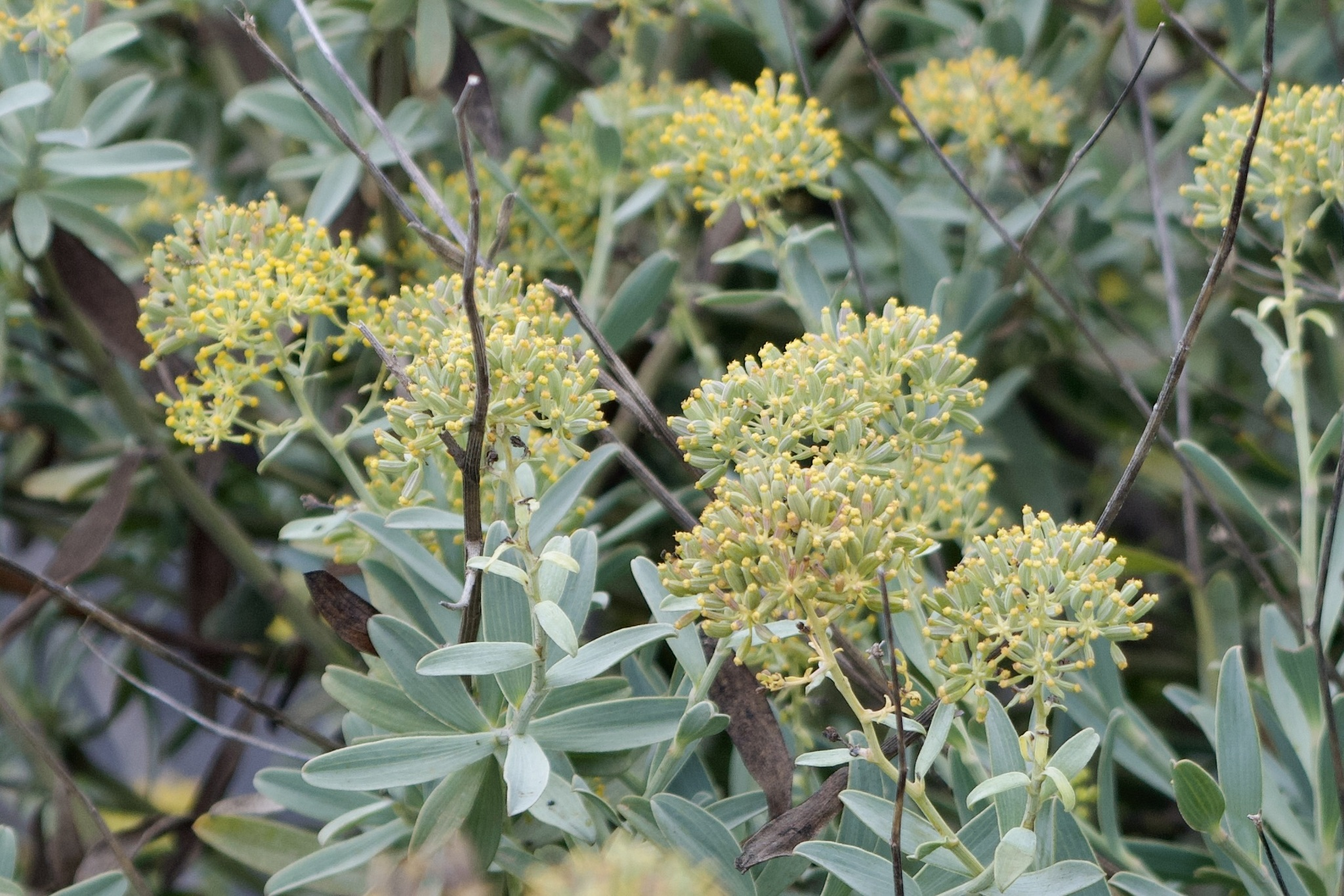
Bupleurum handiense

- Bupleurum handiense (Bolle) G.Kunkel
- Bupleurum haussknechtii Boiss.
- Bupleurum heldreichii Boiss. & Balansa
- Bupleurum hoffmeisteri Klotzsch
- Bupleurum imaicola J.Kern.
- Bupleurum iranicum Bidarlord & Lyskov
- Bupleurum isphairamicum Pimenov

## J
- Bupleurum jucundum Kurz

## K
- Bupleurum kabulicum Rech.f.
- Bupleurum kakiskalae Greuter

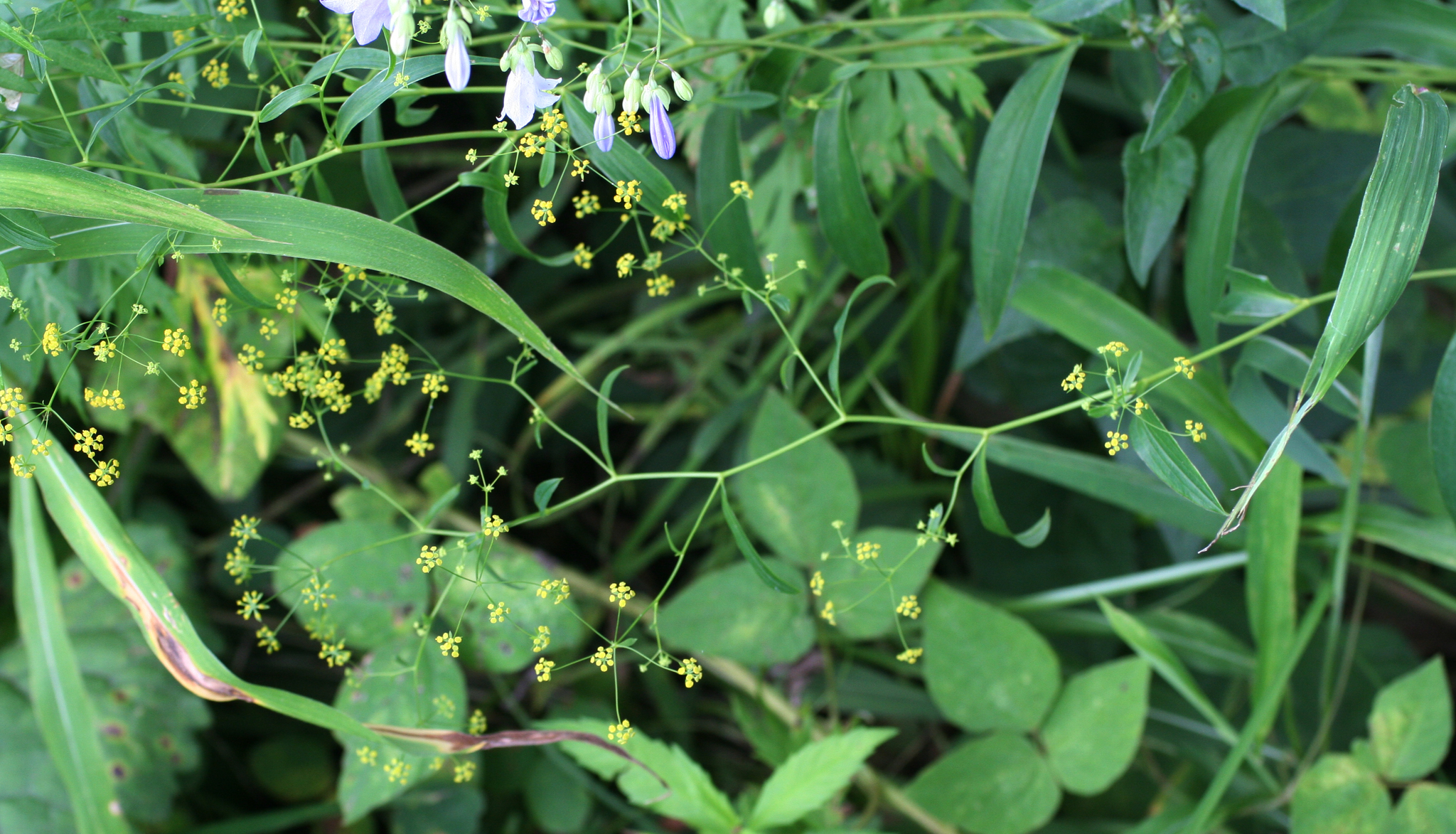
Bupleurum komarovianum

- Bupleurum kaoi Liu, C.Y.Chao & Chuang
- Bupleurum karglii Vis.
- Bupleurum khasianum (C.B.Clarke) P.K.Mukh.
- Bupleurum koechelii Fenzl
- Bupleurum kohistanicum Nasir
- Bupleurum komarovianum Lincz.
- Bupleurum kosopolianskyi Grossh.
- Bupleurum krylovianum Schischk.
- Bupleurum kunmingense Yin Li & S.L.Pan
- Bupleurum kurdicum Boiss.
- Bupleurum kurzii P.K.Mukh.
- Bupleurum kweichowense R.H.Shan

## L
- Bupleurum lanceolatum Wall. ex DC.
- Bupleurum lancifolium Hornem.
- Bupleurum lateriflorum Coss.
- Bupleurum latissimum Nakai
- Bupleurum leucocladum Boiss.

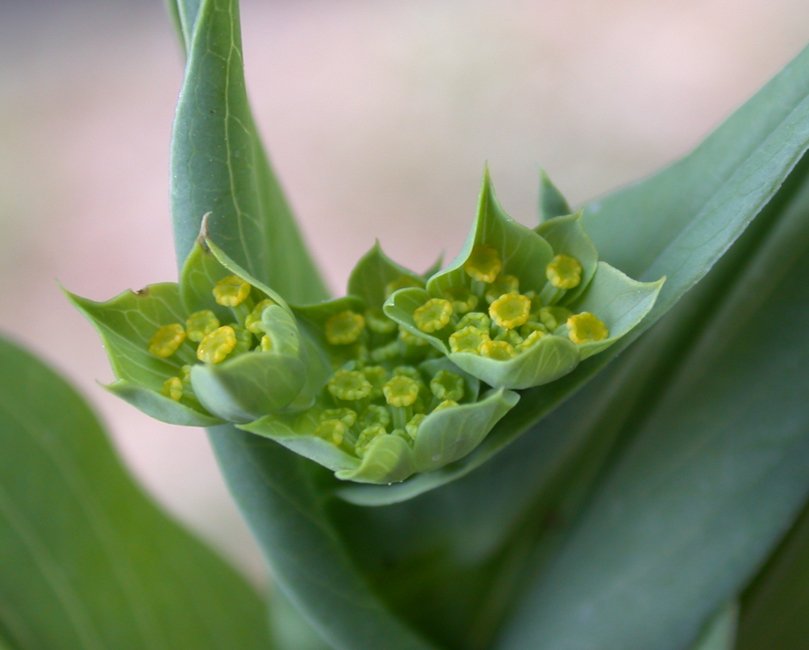
Bupleurum lancifolium

- Bupleurum libanoticum Boiss. & C.I.Blanche
- Bupleurum linczevskii Pimenov & Sdobnina
- Bupleurum lipskyanum (Koso-Pol.) Lincz.
- Bupleurum longeradiatum Turcz.
- Bupleurum longicaule Wall. ex DC.
- Bupleurum longifolium L.
- Bupleurum lophocarpum Boiss. & Balansa
- Bupleurum luxiense Yin Li & S.L.Pan
- Bupleurum lycaonicum Snogerup

## M
- Bupleurum maddenii C.B.Clarke

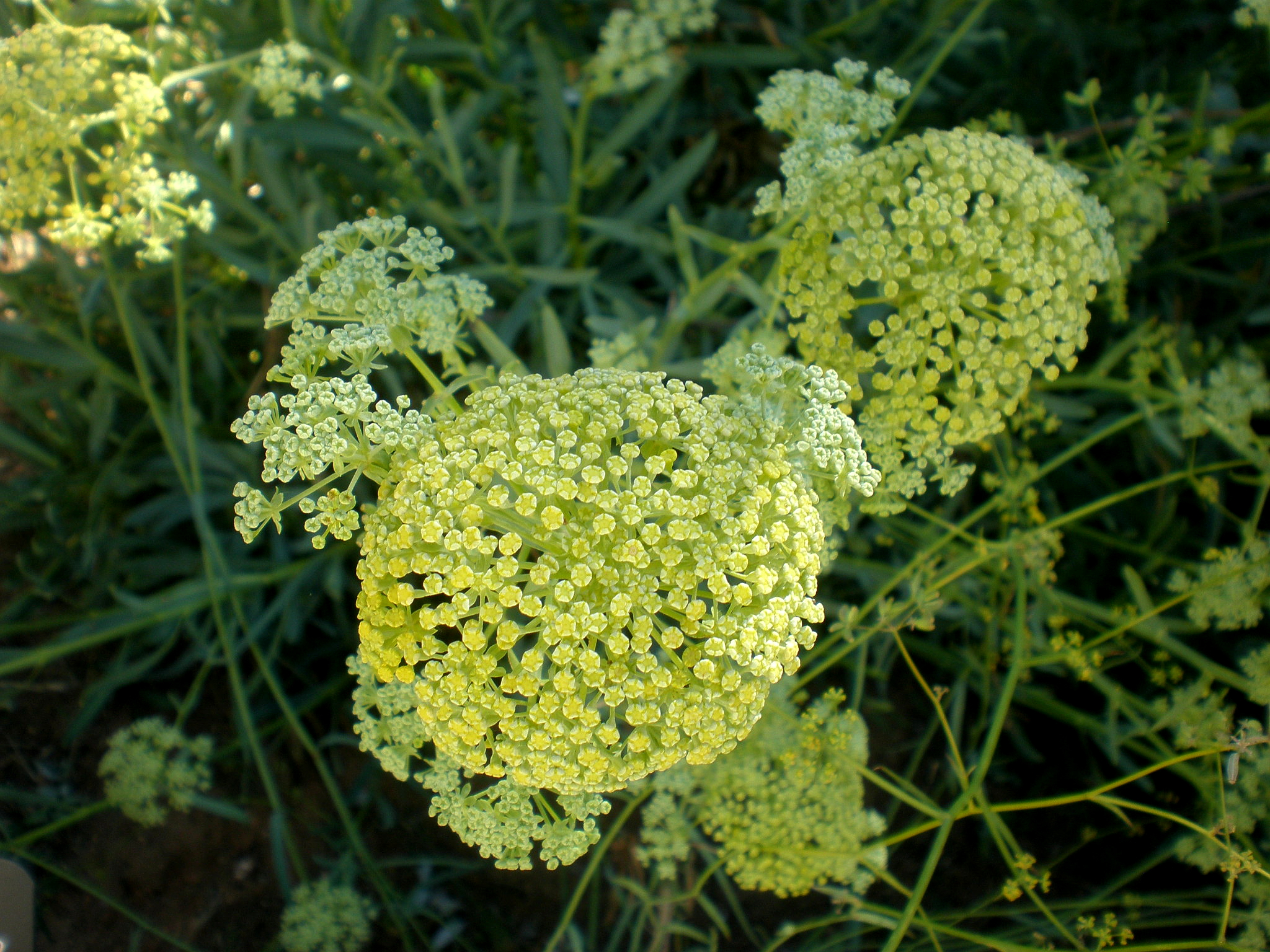
Bupleurum montanum

- Bupleurum malconense R.H.Shan & Y.Li
- Bupleurum marginatum Wall. ex DC.
- Bupleurum marschallianum C.A.Mey.
- Bupleurum martjanovii Krylov
- Bupleurum mayeri Micevski
- Bupleurum mesatlanticum Litard. & Maire
- Bupleurum microcephalum Diels
- Bupleurum miyamorii Kitag.
- Bupleurum mongolicum V.M.Vinogr.
- Bupleurum montanum Coss. & Durieu
- Bupleurum multinerve DC.
- Bupleurum mundii Cham. & Schltdl.
- Bupleurum muschleri H.Wolff

## N

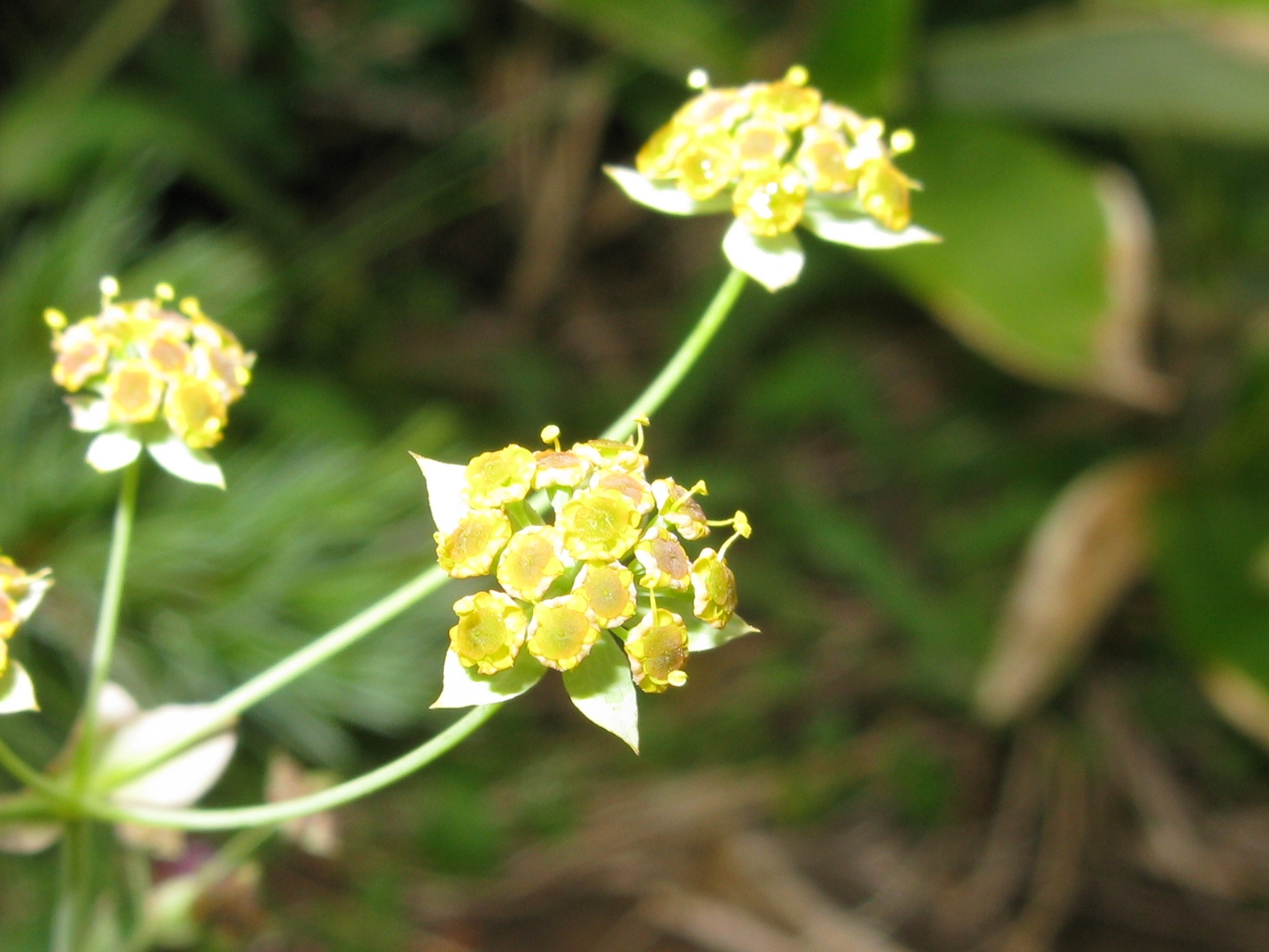
Bupleurum nipponicum

- Bupleurum nanum Poir.
- Bupleurum nematocladum Rech.f.
- Bupleurum nigrescens Nasir
- Bupleurum nipponicum Koso-Pol.
- Bupleurum nodiflorum Sm.
- Bupleurum nordmannianum Ledeb.

## O
- Bupleurum odontites L.
- Bupleurum oligactis Boiss.
- Bupleurum orientale Snogerup

## P
- Bupleurum pachnospermum Pančić

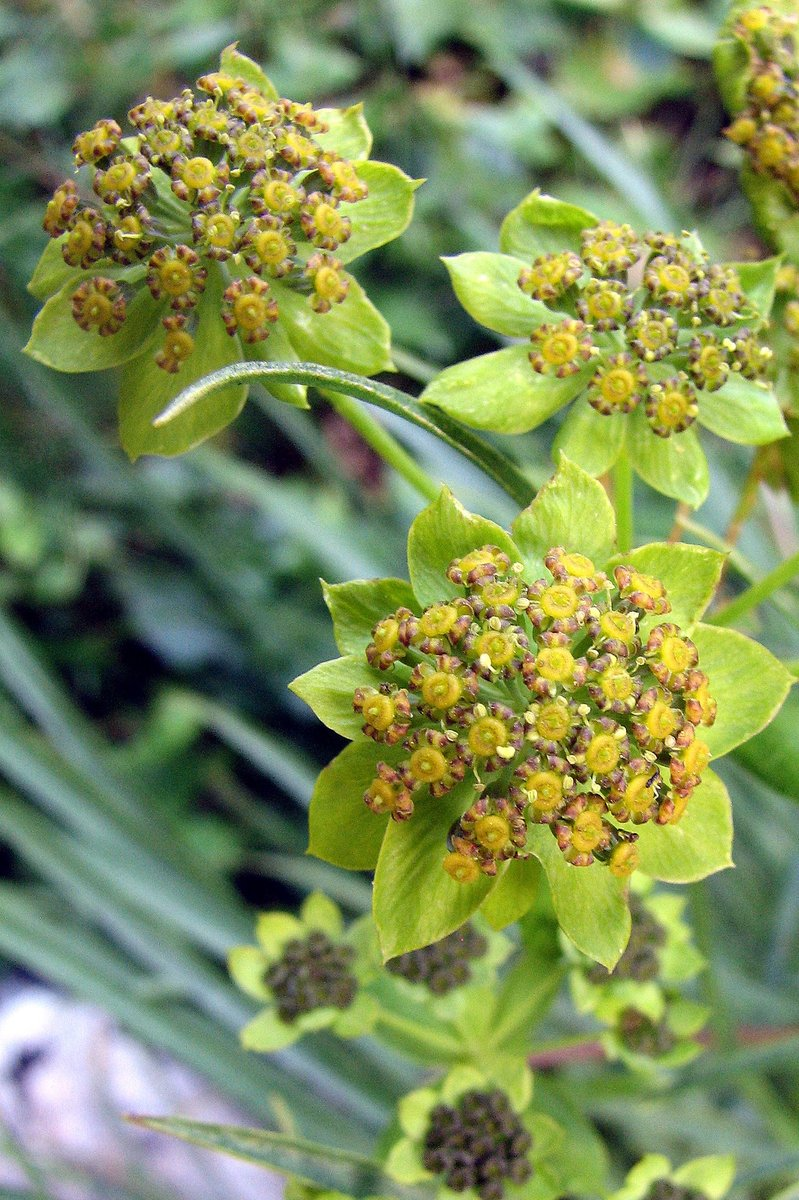
Bupleurum petraeum

- Bupleurum pamiricum Pimenov & Kljuykov
- Bupleurum papillosum DC.
- Bupleurum pauciradiatum Fenzl ex Boiss.
- Bupleurum pendikum Snogerup
- Bupleurum persicum Boiss.
- Bupleurum petiolulatum Franch.
- Bupleurum petraeum L.
- Bupleurum plantagineum Desf.
- Bupleurum plantaginifolium Wight
- Bupleurum polyactis Post ex Snogerup
- Bupleurum polyclonum Yin Li & S.L.Pan
- Bupleurum polyphyllum Ledeb.
- Bupleurum postii H.Wolff
- Bupleurum praealtum L.
- Bupleurum pulchellum Boiss. & Heldr.

## Q
- Bupleurum qinghaiense Yin Li & J.X.Guo

## R

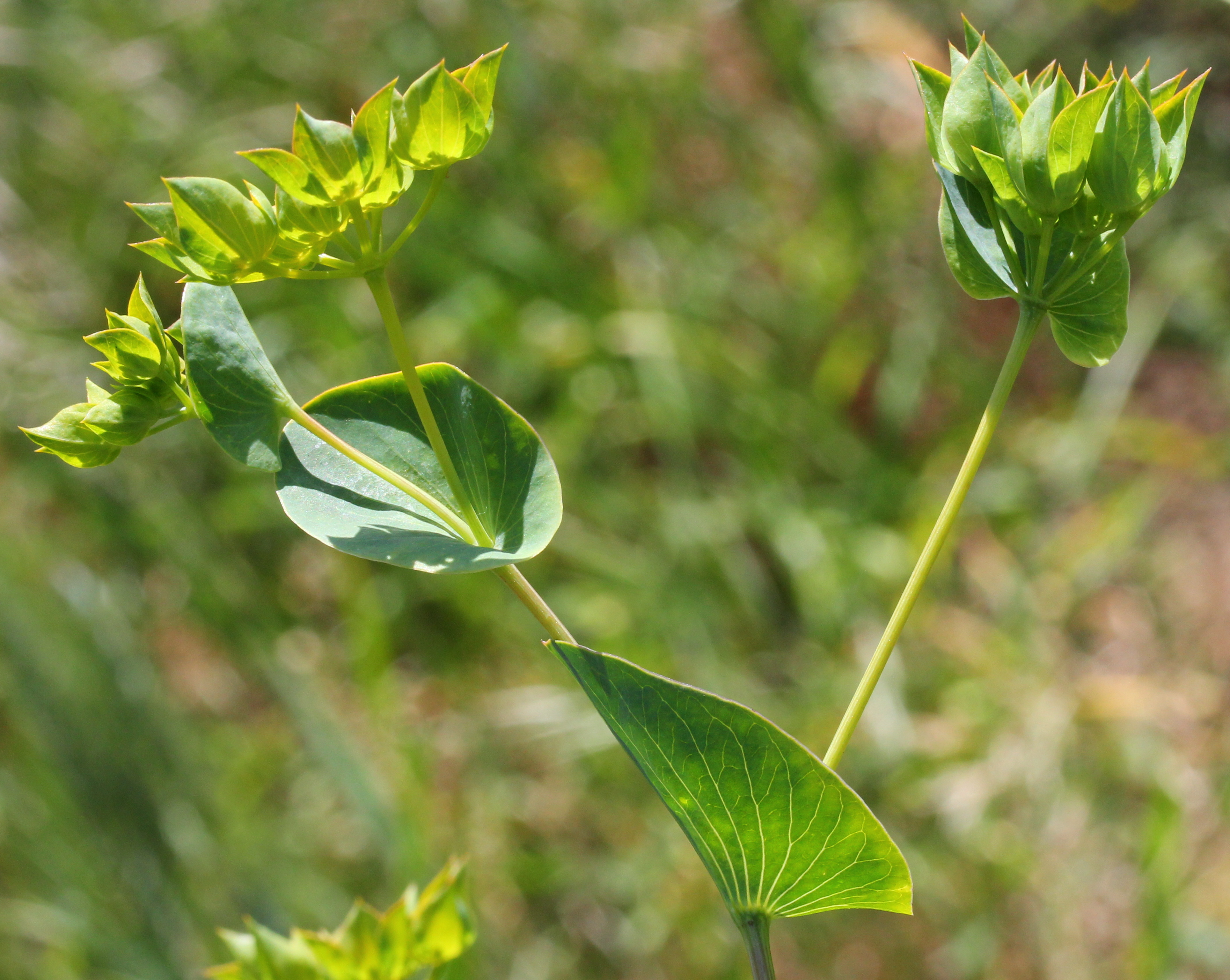
Bupleurum rotundifolium

- Bupleurum ramosissimum Wight & Arn.
- Bupleurum ranunculoides L.
- Bupleurum regelii Lincz. & V.M.Vinogr.
- Bupleurum rigidum L.
- Bupleurum rischawianum Albov
- Bupleurum rockii H.Wolff
- Bupleurum rollii (Montel.) Pignatti
- Bupleurum rosulare Korovin ex Pimenov & Sdobnina
- Bupleurum rotundifolium L.
- Bupleurum rupestre Edgew.

## S
- Bupleurum sachalinense F.Schmidt
- Bupleurum salicifolium R.Br.
- Bupleurum schistosum Woronow
- Bupleurum scorzonerifolium Willd.
- Bupleurum semicompositum L.
- Bupleurum setaceum Fenzl

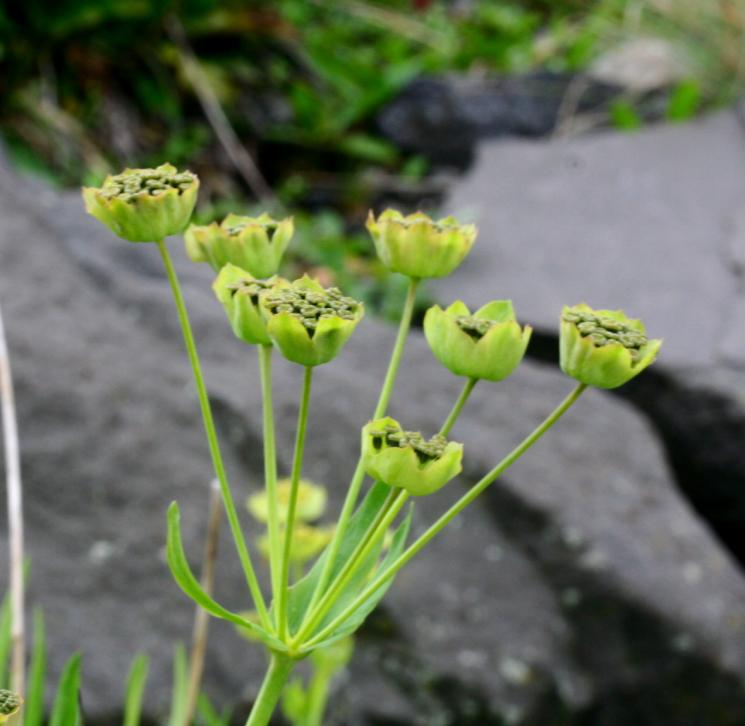
Bupleurum stellatum

- Bupleurum shanianum X.G.Ma & X.J.He
- Bupleurum shikotanense M.Hiroe
- Bupleurum sibiricum Vest ex Spreng.
- Bupleurum sikkimensis P.K.Mukh.
- Bupleurum sintenisii Asch. & Urb. ex Huter
- Bupleurum × sitenskyi Šourková
- Bupleurum smithii H.Wolff
- Bupleurum sosnowskyi Manden.
- Bupleurum spinosum Gouan
- Bupleurum stellatum L.
- Bupleurum stenophyllum (Nakai) Kitag.
- Bupleurum stewartianum Nasir
- Bupleurum subnivale (Galushko) Galushko
- Bupleurum subovatum Link ex Spreng.
- Bupleurum subspinosum Maire & Weiller
- Bupleurum subuniflorum Boiss. & Heldr.
- Bupleurum sulphureum Boiss. & Balansa
- Bupleurum swatianum Nasir

## T
- Bupleurum teberdense Kljuykov
- Bupleurum tenuissimum L.
- Bupleurum terminum A.P.Khokhr.
- Bupleurum thianschanicum Freyn
- Bupleurum thomsonii C.B.Clarke

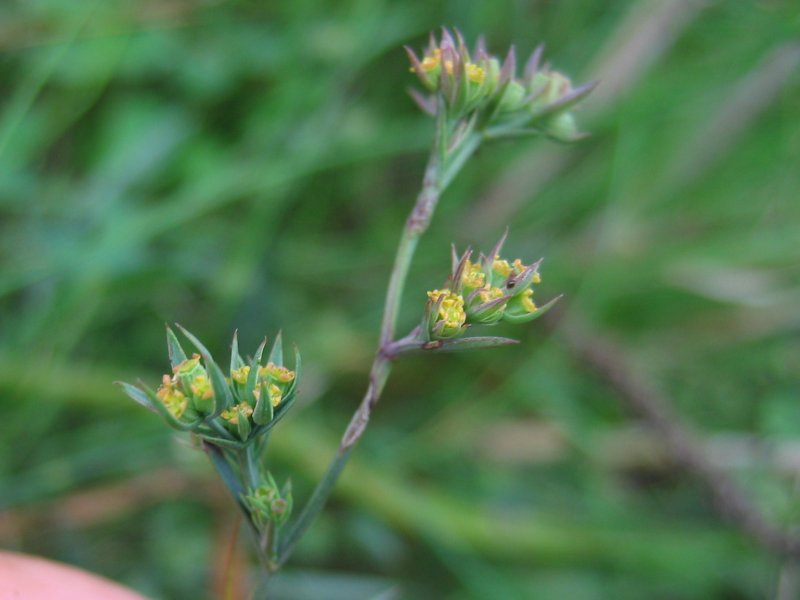
Bupleurum tenuissimum

- Bupleurum trichopodum Boiss. & Spruner
- Bupleurum triradiatum Adams ex Hoffm.
- Bupleurum turcicum Snogerup
- Bupleurum tuschkanczik Stepanov

## V
- Bupleurum veronense Turra
- Bupleurum virgatum Cav.

## W
- Bupleurum wenchuanense R.H.Shan & Y.Li
- Bupleurum wittmannii Steven
- Bupleurum wolffianum Bornm. ex H.Wolff
- Bupleurum woronowii Manden.

## Y
- Bupleurum yinchowense R.H.Shan & Y.Li
- Bupleurum yunnanense Franch.

## Z
- Bupleurum zoharii Snogerup